# Zaścianek szlachecki

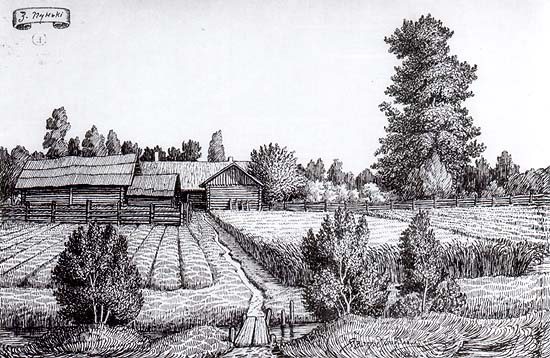
Zaścianek Punki

Zaścianek – wieś lub część wsi zamieszkana przez ubogą szlachtę, nieposiadającą chłopów i własnoręcznie uprawiającą swoją ziemię.

## Charakterystyka
Zaścianki powstawały zwykle przez rozrastanie się jednej rodziny i rozdrabnianie majątku protoplasty.
Szlachta zaściankowa zachowywała odrębność prawną i kulturową, przywileje sądowe, polityczne i ekonomiczne. Izolowała się od otoczenia chłopskiego (bardzo rzadkie były małżeństwa „mieszane”). Wyróżniał ją patriotyzm, religijność, wielkie przywiązanie do tradycji rycerskich i do ziemi. Niektóre z takich wiosek do dziś zachowały w nazwie przymiotnik „Szlachecka (-ckie)”, np. Brzeźno Szlacheckie.
Zaścianki najliczniej występowały na Mazowszu, Podlasiu, Podolu, szeroko rozpowszechnione były na ziemiach b. Wielkiego Księstwa Litewskiego (zob. Puciłki) sięgając daleko za Berezynę (zob. Smolarnia) i Dniepr oraz na Pomorzu.
W Nowogrodzkiem wyraz ten miał to samo znaczenie co okolica szlachecka. Taki też obraz zaścianka przedstawił Adam Mickiewicz w Panu Tadeuszu. Na Litwie powszechnie nazywano natomiast zaściankiem jedną chatę, oddzielnie leżącą z zabudowaniami gospodarczymi i gruntem do niej należącym.
Zaścianki charakteryzowały się szczególnym klimatem kulturowym, przejawiającym się m.in. w przesadnym podkreślaniu przynależności do stanu szlacheckiego i odrębności od sąsiednich wsi chłopskich, co miało miejsce jeszcze w drugiej połowie XX w.